# Космически прах
Вижте пояснителната страница за други значения на Прах.
Космически прах се нарича материята, носеща се свободно из космическото пространство. Има размери от няколко микрона до 0,1 мм.
Може да има различен произход: остатъци от материята, от която се образува Слънчевата система, от протуберанси или изригвания на супернова, опашки на комети, отломки от космически сблъсъци и в по-малка степен - от Пояса на Кайпер.
По химически състав частиците са от познатите химични елементи или техни съединения. В нормални граници космическият прах е около 2 атома на кубичен метър. По-плътни струпвания от космически прах се наричат космически облак.
Космическият прах пада върху всички космически тела с различна интензивност. Ежегодно върху Земята падат около 40 000 тона космически материал, което средно прави около 1 зрънце върху квадратен метър за 1 ден.